# Michał Starzewski
Michał Starzewski (ur. 6 września 1801 w Krośnie, zm. 15 stycznia 1894 w Tarnowie) – uczestnik powstania listopadowego, założyciel „publicznej szkoły szermierskiej” w Krakowie, autor pierwszego zachowanego traktatu o szermierce w języku polskim.
Nieukończona praca (powstała ok. 1840) została wydana drukiem w Krakowie w 1932 przez wnuka autora, Józefa Starzewskiego, w książce Ze wspomnień o Michale Starzewskim.
Dzieło, chociaż powstało w XIX wieku, opisuje staropolskie techniki fechtunku, na co wskazuje m.in. analiza ówczesnych podręczników szermierczych oraz życiorys autora.